# Johann von der Leiter

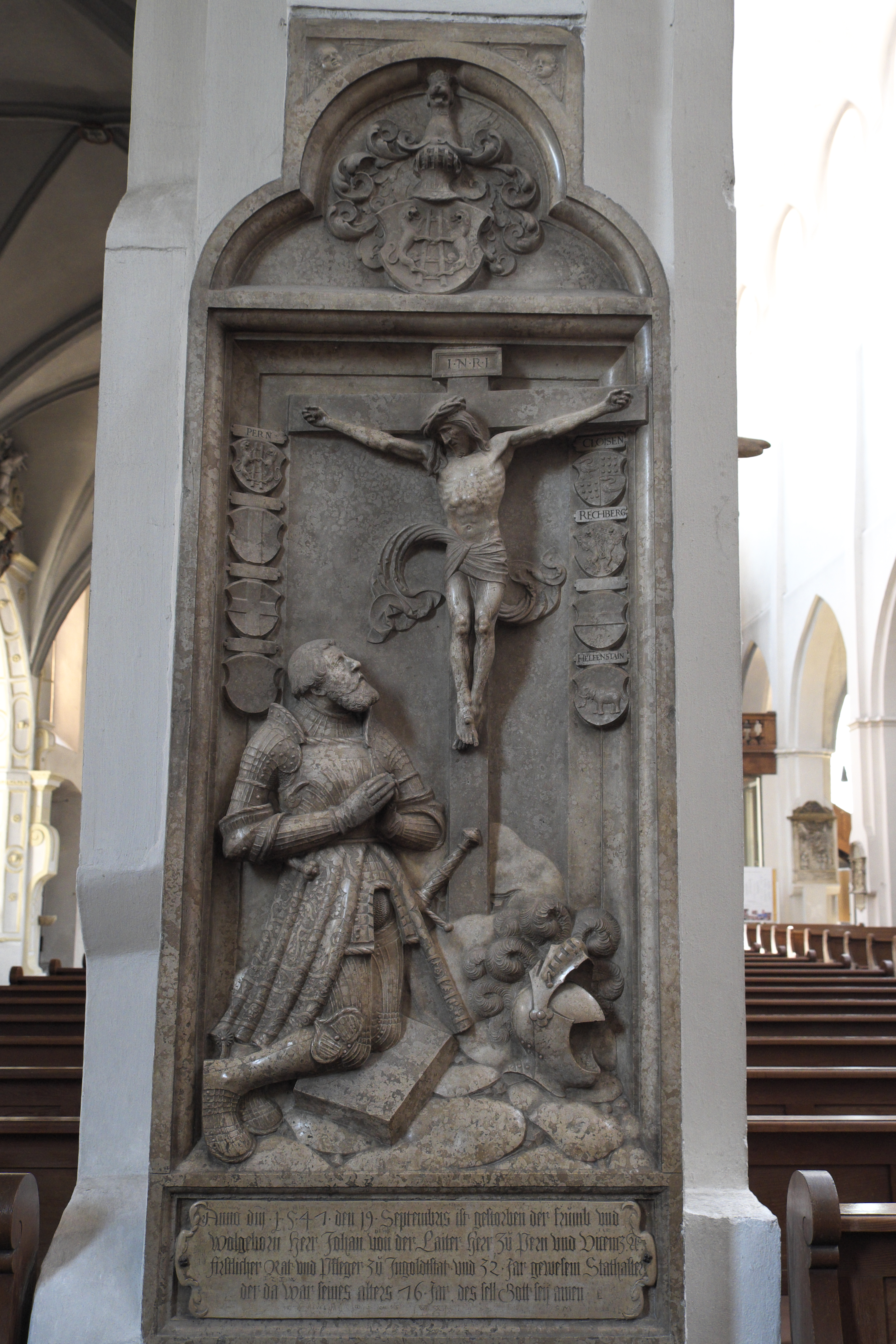
Epitaph für Johann von der Leiter in der Franziskanerkirche in Ingolstadt

Johann von der Leiter (* 1470/71; † 19. September 1547 in Ingolstadt), auch Hans der Jüngere genannt, war Statthalter in Ingolstadt.
Johann von der Leiter, aus der Familie Scaliger stammend, wurde im Jahr 1514 bayerischer Rat und 1541 Landhofmeister. Er war von 1517 bis 1547 Statthalter in Ingolstadt.
In der Franziskanerkirche in Ingolstadt befindet sich ein Epitaph für Johann von der Leiter, das 1571 von Loy Hering geschaffen wurde. Der Statthalter, in Ritterrüstung gekleidet und den Helm vor sich liegend, kniet vor dem asymmetrisch gesetzten Kruzifix.